# Gateways to Annihilation
Gateways to Annihilation è un album della band death metal Morbid Angel, pubblicato il 17 ottobre 2000 dalla Earache Records.
Il disco segna il rientro in formazione di Erik Rutan in pianta stabile.
La copertina è stata concepita e disegnata da Dan Seagrave, già autore di quella del loro album di debutto Altars of Madness.

## Tracce
1. Kawazu
2. Summoning Redeption
3. Ageless, Still I Am
4. He Who Sleeps
5. To the Victor the Spoils
6. At One With Nothing
7. Opening Of the Gates
8. Secured Limitations
9. Awakening
10. I
11. God of the Forsaken

## Formazione
- Trey Azagthoth - chitarra e voce
- Erik Rutan - chitarra e tastiera
- Pete Sandoval - batteria
- Steve Tucker - basso e voce